# Virgin Orbit
Virgin Orbit est une société de Virgin Group qui fournit des services de lancement de petits satellites. 
Virgin Orbit se concentre sur le lancement de petits satellites, qui était l'une des trois capacités sur lesquelles se concentrait Virgin Galactic. Ces capacités sont : les opérations de vols spatiaux habités, le lancement de petits satellites et la conception, la fabrication et les tests aérospatiaux avancés.
À la suite de difficultés financières, l'entreprise décide de licencier la quasi-totalité de son personnel, et de suspendre toutes ses activités, à partir du 30 mars 2023. Le 4 avril 2023, l'entreprise se place sous le régime du chapitre 11 de la loi sur les faillites des États-Unis. Elle annonce le 23 mai 2023 mettre fin à ses activités.

## Histoire
La société a été créée en 2017 pour développer le lanceur LauncherOne, lancée depuis Cosmic Girl, un Boeing 747-400 ; ceci était auparavant un projet de Virgin Galactic. Basée à Long Beach, en Californie, Virgin Orbit comptait à l'époque plus de 300 employés, dirigés par le président Dan Hart, ancien vice-président des systèmes satellitaires gouvernementaux chez Boeing,.
La première tentative de lancement du LauncherOne le 25 mai 2020 est un échec. Lors de la seconde tentative, le 17 janvier 2021, le LauncherOne a atteint avec succès l'orbite pour la première fois, et déploie 10 CubeSats.
L'entreprise est rentrée en bourse à l'été 2021, sous la forme d'une société d'acquisition à vocation spécifique (SPAC en anglais). L'entrée en bourse n'a rapportée que 228 millions de dollars, au lieu des 483 millions espérés,.  
Le 10 janvier 2023, le sixième lancement de LauncherOne échoue. Cela devait être le premier lancement orbital depuis le Royaume-Uni, l'avion ayant décollé à l'aéroport de Newquay Cornouailles,. 
L'échec empire la situation économique de Virgin Orbit, déjà mauvaise, notamment à cause du faible nombre de lancement (2 seulement en 2022). À la suite de ses difficultés financières, l'entreprise a décidée le 16 mars 2023 de mettre en pause ses activités, et de mettre la totalité de ses employés en chômage partiel. Cette annonce a contribué à faire chuter le prix des actions boursières de l'entreprise. Des discussions ont lieu pendant ce temps avec de potentiels investisseurs, pour tenter de sauver Virgin Orbit de la faillite,. Les discussions ont cependant échouées.
Finalement, l'entreprise annonce le 30 mars 2023 qu'elle allait licencier 85 % de son personnel, soit 675 personnes, et qu'elle mettait fin à ses activités. Elle se place le 4 avril sous la protection du chapitre 11 de la loi sur les faillites aux Etats-Unis, espérant trouver un repreneur. Malgré cela, l'enquête sur l'accident se poursuit et le rapport est rendu public le 19 avril. Des tests au sol ont revélés que l'accident a été causé par un problème de filtre à carburant. L'entreprise espère pouvoir réaliser un nouveau lancement avant la fin de l'année 2023, bien que cela soit incertain au vu de sa situation.
L'entreprise annonce cesser ses activités le 23 mai 2023.
Ses actifs sont dispersés lors de ventes aux enchères, : Rocket Lab achète l'usine de Long Beach avec ses machines-outils qu'elle transforme pour produire ses moteurs-fusées, Launcher achète le bail de Virgin Orbit sur un site d'essai à Mojave, en Californie, ainsi que des machines, des équipements et des stocks, qu'elle destine au développement de son moteur-fusée E-2, Stratolaunch achète le Boeing 747 Cosmic Girl et son équipement associé et Firefly Aerospace rachète les six dernières fusées, moteurs-fusées et autres équipements produits, à différents stades d'achèvement. La propriété intellectuelle (brevets) de Virgin Orbit est mise en vente en avril 2024.

## Véhicules

### LauncherOne
Le 25 mai 2020, le premier lancement de LauncherOne n'a pas réussi à atteindre l'orbite.
Le 17 janvier 2021, LauncherOne est devenu le premier véhicule Virgin Orbit à atteindre l'orbite, déployant avec succès 10 CubeSats en orbite terrestre basse pour la NASA lors de sa dernière mission de démonstration. LauncherOne a été déployé depuis l'aile gauche d'un un Boeing 747-400 modernisé, le Cosmic Girl, à 10 kilomètres au-dessus de l'océan Pacifique. La fusée était dédiée à la mémoire d'Eve Branson, mère de Richard Branson, fondateur de Virgin, décédée de la Covid-19 le 8 janvier 2021,.
Le 30 juin 2021, LauncherOne a livré avec succès sa première charge utile commerciale dans l'espace.

### Cosmic Girl
Cosmic Girl est le nom du un Boeing 747-400 modifié que Virgin Orbit utilise pour lancer ses fusées.

## VOX Space
VOX Space est une filiale de Virgin Orbit qui a été créée au début des années 2020. La société prévoit de fournir des services de lancement pour l'armée américaine, parfois appelée « marché de lancement de sécurité nationale ». La société a l'intention d'utiliser le lanceur LauncherOne de Virgin Orbit.
En avril 2020, VOX Space s'est vu attribuer US$35 million contrat pour trois lancements de 44 CubeSats pour l'US Space Force. Le premier lancement devrait avoir lieu au plus tôt en octobre 2021,.

## Autres projets

### Respirateurs artificiels
En réponse à la pandémie de Covid-19 au début de 2020, Virgin Orbit a annoncé qu'elle était partenaire d'une nouvelle entreprise pour construire des ventilateurs mécaniques (machines respiratoires) de qualité comparativement inférieure en particulier des « ventilateurs de pont » pour les patients partiellement guéris et les patients qui ne sont pas soins intensifs pour faire face à la pénurie mondiale critique de ventilateurs mécaniques pendant la pandémie. Pour les développer et les produire, Virgin Global – avec l' Université de Californie à Irvine et l'Université du Texas à Austin – a formé le Bridge Ventilator Consortium. Ils avaient un prototype en attente d'approbation par la Food and Drug Administration (FDA) des États-Unis en mars et espéraient commencer la production en avril,,.

### Site de lancement au Royaume-Uni
Virgin Orbit vise à lancer des vols spatiaux depuis le Royaume-Uni à Spaceport Cornwall. Le projet est en partie financé par l'Agence spatiale du Royaume-Uni. En janvier 2023, lors de la mission Start Me Up, il échoue à mettre sur orbite la première fusée envoyée depuis le sol britannique, par l'intermédiaire d'un Boeing 747.

### Site de lancement au Brésil
En avril 2021, l'Agence spatiale brésilienne a divulgué la société parmi celles sélectionnées pour opérer des lancements orbitaux depuis le centre de lancement d'Alcântara au Brésil.

## Personnel
En octobre 2019, Virgin Orbit a annoncé que Matthew Stannard signait en tant que pilote un contrat de trois ans. Stannard avait auparavant servi dans la Royal Air Force en tant que pilote d'essai notamment sur les jets Eurofighter Typhoon.